# Руа, Габриэль
Габриель Руа́ (фр. Gabrielle Roy; 22 марта 1909, Сен-Бонифас, Манитоба — 13 июля 1983, Монреаль, Квебек) — франкоканадская писательница. Одна из самых известных писателей Канады послевоенного периода.

## Биография
Габриель Руа родилась в Сен-Бонифас (теперь относится к Виннипегу), Манитоба, была младшей в семье из восьми детей. Училась в академии Св. Иосифа, получив профессию учителя, она преподавала сначала в сельских школах, а затем в одной из школ в Сен-Бонифасе. В 1937 году Габриель Руа собрав скромные накопления уехала в Европу, где изучала драматическое искусство в Лондоне, а затем в Париже. В Европе она начала писать, несколько её статей были опубликованы в одном из французских журналов. В 1939 году, когда стало понятно что мировая война неизбежна, ей пришлось вернуться в Канаду. Она поселилась в Монреале и работала независимым журналистом, продолжая писать романы.
В 1945 году Габриель Руа опубликовала свой первый роман «Счастье по случаю» (фр. «Bonheur d'occasion»), в котором реалистично описала жизнь рабочего класса монреальского квартала Сен-Анри. Этот роман оказал значительное влияние на восприятие условий жизни в городах Квебека того времени. Публикация «Счастья по случаю» инициировала возникновение в Канаде нового литературного жанра — городского романа, и принесла Руа славу и процветание. Роман получил несколько наград: премию генерал-губернатора Канады, французскую премию Фемина и медаль от франко-канадский академии. Роман стал популярен во всей Северной Америке и переведен на более чем 15 языков. Книга привлекла столько внимания, что писательница вернулась на Запад, чтобы избежать чрезмерной рекламы.
В августе 1947 года она вышла замуж за Марселя Кабота работавшего врачом в Сен-Бонифасе. Пара уехала в Европу, где Кабот изучал гинекологию, а Габриэль Руа писала. Супруги вернулись в Канаду в 1950 году и два года спустя, переехали в город Квебек. Они купили шале в пригороде, недалеко от их основного места проживания в городе. Там Габриэль проводила каждое лето вплоть до своей смерти и именно там она писала почти все её романы. Один из них, «Alexandrе Chenevert», написанный в 1954 году и повествующий об одиночестве современного человека, был особенно благосклонно принят критиками.
Габриель Руа является одним из наиболее важных писателей франкоязычной канадской литературы. Написанные простым и лаконичным стилем, произведения Руа сегодня интересуют широкую публику, как в Канаде (где почти все её книги были переведены на английский язык), так и за рубежом. Её работы получили многочисленные литературные премии, среди которых французская премия Фемина, литературная премия Молодёжного совета по культуре, премия генерал-губернатора (трижды), премия Атаназа-Давида (дважды), премия Дюверне и премия Молсона. Она получила медаль Академии литературы Квебека в 1946 году. В 1948 году Королевское научное общество Канады наградило её медалью Лорн Пирс. В 1967 году она получила титул компаньона ордена Канады.
Габриель Руа умерла в 1983 году. Её автобиография, «Горечь и очарование» (фр. «La Détresse et l'Enchantement»), была опубликована посмертно в 1984 году. Она охватывает годы её детства в Манитобе до переезда в Квебек. В Архиве Канады хранится её коллекция, периода с 1930 по 1983 год, включающая: рукописи, машинописные тексты, опубликованные и неопубликованные работы, а также деловую и личную переписки.

## Память
Именем Габриель Руа названы: сеть из 25 библиотек Квебека, и несколько франкоязычных школ Канады.
В 1989 году Комиссия по топонимии Манитобы утвердила имя «Габриель Руа» для острова, расположенного в центре реки Пул д'Эо, на котором писательница жила в 1930-х годах. Руа увековечила это место в романе «La Petite Poule d'Eau» (1950), в котором рассказывает о своей жизни и работе учителем в межвоенный период в глуши великих канадских прерий.
В 1997 году Комиссия по топонимии Квебека назвала архипелаг из 300 островов и островков, возникший в результате создания водохранилища Каниаписко в северном Квебеке — «Le Jardin au Bout du Monde» (Сад на краю света), в память одноименной новеллы Габриель Руа.
29 сентября 2004 года Банк Канады выпустил двадцатидолларовую банкноту в серии «Канадские путешествия», на которой напечатана цитата из романа Габриель Руа La montagne secrète (1961) и ее английский перевод: «Nous connaîtrions-nous seulement un peu nous-mêmes, sans les arts?» (Можем ли мы когда-нибудь понять друг друга без искусства).
Отрывок из романа Bonheur d'occasion (Счастье по случаю) можно найти на стене «Башни мира», которая стоит на Парламентском холме в Оттаве.

### Посмертная библиография
- «Горечь и очарование» / La Détresse et l’Enchantement (1984)
- L’Espagnole et la Pékinoise (1987)
- Ma chère petite sœur. Lettres à Bernadette 1943—1970 (1988)
- Le temps qui m’a manqué (1997)
- Le pays de Bonheur d’occasion et autres écrits autobiographiques épars et inédits (2000)
- Mon cher grand fou… Lettres à Marcel Carbotte 1947—1979 (2001)
- Femmes de lettres. Lettres de Gabrielle Roy à ses amies 1945—1978 (2005)
- Rencontre et entretiens avec Gabrielle Roy 1947—1979 (2005)
- Heureux les nomades et autres reportages (2007)

## Источник
Данная статья является полным или частичным переводом одноименной статьи французской википедии.